# Association sportive Pierrots Vauban Strasbourg
 (octobre 2024).
Si vous disposez d'ouvrages ou d'articles de référence ou si vous connaissez des sites web de qualité traitant du thème abordé ici, merci de compléter l'article en donnant les références utiles à sa vérifiabilité et en les liant à la section « Notes et références ».
Ne doit pas être confondu avec Racing Club de Strasbourg.
Pour les articles homonymes, voir Pierrots.
Maillots
L'Association sportive Pierrots Vauban Strasbourg est un club français de football.

## Histoire
Le club est fondé en 1921 au sein d'un patronage catholique : « Cercle Sportif Catholique ». Le 6 janvier 1922, un club se forme au lycée Kléber : « Club Sportif les Pierrots de Strasbourg ».[réf. nécessaire]

Ancien logo

Pendant des décennies, le club reste dans l'anonymat en ne disputant pas les championnats nationaux. Il faut attendre les années 1960 pour que le club se fasse connaître à l'échelle nationale. Lors de la saison 1963-1964, le CS Pierrots Strasbourg remporte la Division d'Honneur de la Ligue d'Alsace et est donc promu en championnat de France amateurs. La même année, Strasbourg atteint les 8es de finale de la Coupe de France. Il est éliminé par le Red Star OA en prolongation un but à zéro à Colmar.
Pour sa première saison au niveau national, le club termine à une étonnante 2e place du groupe Est. Lors de la saison 1965-1966, le club termine premier de son groupe mais échoue à se qualifier en finale lors de la phase finale. Les Alsaciens continuent de briller les saisons suivantes en se classant systématiquement sur le podium du groupe Est. Mais c'est en 1969 que les Pierrots connaissent leur apogée. Vainqueur du groupe Est, les Strasbourgeois se qualifient pour la phase finale du CFA. Ils éliminent l'US Quevilly en demi-finale puis battent l'Entente BFN en finale au Parc des Princes devant plus de 8 000 spectateurs. L'année suivante, après avoir battu l'AC Cambrai au tour préliminaire et l'Entente BFN en demi-finale, le CS Pierrots Strasbourg remporte une nouvelle fois le titre de champion de CFA en triomphant de l'US Montélimar en finale. Il dispute à l'occasion de cette finale le dernier match joué dans l'ancien Parc des Princes.
Le club fusionne avec le RC Strasbourg dans la foulée de cette finale de 1970 pour créer le Racing Pierrots Strasbourg-Meinau. Cette union est jugée néfaste par les anciens Pierrots qui reprennent leur indépendance dès le 14 juin 1971 en fondant l'AS Vauban. Refondation oblige, ce club repart tout en bas de la hiérarchie, en 4e division départementale (9e niveau à l'époque). Signant un étonnant record de 113 matches consécutifs sans défaite et de 6 montées consécutives, le club remonte rapidement dans la hiérarchie.
Les Alsaciens remportent le championnat de Division d'Honneur en 1977 et retrouvent ainsi le niveau national. De plus, le club réédite sa performance de 1964 en disputant les 8es de finale de la Coupe de France. Strasbourg est éliminé cette fois-ci par l'OGC Nice, club de première division. En 1977, l'AS Vauban reprend l'appellation Pierrots et prend son nom actuel d'AS Pierrots Vauban Strasbourg. Promu en Division 3, le club s'installe dans la première partie du tableau du groupe Est pendant une dizaine d'années. Au cours de cette période, les Strasbourgeois enlèvent le titre de champion de France de D3 à deux reprises. L'ASP Vauban Strasbourg triomphe du CS Fontainebleau en 1981 et de l'Olympique d'Alès en 1982. Le club refuse alors plusieurs fois la montée en D2, pourtant rendue possible par son statut open.
En 1991, Émile Stahl, dirigeant du club qui refusa déjà les montées en D2, décide que les Pierrots ne doivent plus jouer de championnat national. Ils descendent donc administrativement en Division d'Honneur malgré le maintien obtenu sportivement en D3. Ce choix de Stahl est abandonné en 1999. Ils alternent dès lors les saisons entre les cinquième et sixième divisions. Entre 1992 et 2023, les Alsaciens disputent 17 saisons en sixième division (Division d'Honneur puis Régional 1), 14 saisons en cinquième division (CFA 2 puis National 3) et une saison en quatrième division (CFA). Lors de la saison 2022-2023, l'ASP Vauban Strasbourg chute en Régional 2 à la suite d'une saison désastreuse (une victoire en 26 matchs), puis en Régional 3 à l’issue de la saison 2023-2024, à la suite d'une nouvelle saison manquée (une seule victoire en championnat).
Endetté, le club fait l’objet d’une procédure de redressement judiciaire et a été relégué administrativement en Départemental 1 pour la saison 2024-2025

## Palmarès et résultats

### Palmarès
Le tableau suivant liste le palmarès et les meilleures performances de l'ASP Vauban Strasbourg dans les différentes compétitions officielles.
| Compétitions nationales | Compétitions régionales |
| --- | --- |
| - Championnat de France amateurs (1935-1971) - Champion : 1969 et 1970 - Vainqueur de groupe : 1966 - Championnat de France de Division 3 (1971-1993) - Champion : 1981 et 1982 - Coupe de France - Meilleure performance : 8e de finale (1964 et 1977) | - Division d’Honneur Alsace - Champion : 1964, 1977, 1993, 1994, 1999, 2016 et 2018 - Coupe d'Alsace - Vainqueur : 1967, 1969, 1977, 1984, 1985, 1986, 1987, 1989, 1995 et 2003 |

### Championnats disputés
Le tableau suivant indique le championnat disputé par le club au cours des saisons.
| Niveau I           | Niveau II          | Niveau III          | Niveau IV      | Niveau V         | Niveau VI    | Niveau VII  | Niveau VIII | Niveau IX   |
| Division 1         | Division 2         | CFA/Division 3      | DH Alsace      | PH Alsace        | D1 Bas-Rhin  | D2 Bas-Rhin | D3 Bas-Rhin | D4 Bas-Rhin |
| ------------------ | ------------------ | ------------------- | -------------- | ---------------- | ------------ | ----------- | ----------- | ----------- |
|                    |                    |                     | 1963-1964      |                  |              |             |             |             |
|                    |                    | 1964-1970           |                |                  |              |             |             |             |
|                    |                    |                     |                |                  |              |             |             | 1971-1972   |
|                    |                    |                     |                |                  |              |             | 1972-1973   |             |
|                    |                    |                     |                |                  |              | 1973-1974   |             |             |
|                    |                    |                     |                |                  | 1974-1975    |             |             |             |
|                    |                    |                     |                | 1975-1976        |              |             |             |             |
|                    |                    |                     | 1976-1977      |                  |              |             |             |             |
|                    |                    | 1977-1978           |                |                  |              |             |             |             |
| Division 1         | Division 2         | Division 3          | Division 4     | DH Alsace        |              |             |             |             |
|                    |                    | 1978-1991           |                |                  |              |             |             |             |
|                    |                    |                     |                | 1991-1993        |              |             |             |             |
| Division 1/Ligue 1 | Division 2/Ligue 2 | National 1/National | National 2/CFA | National 3/CFA 2 | DH Alsace/R1 |             |             |             |
|                    |                    |                     |                |                  | 1993-1999    |             |             |             |
|                    |                    |                     |                | 1999-2005        |              |             |             |             |
|                    |                    |                     | 2005-2006      |                  |              |             |             |             |
|                    |                    |                     |                | 2006-2011        |              |             |             |             |
|                    |                    |                     |                |                  | 2011-2016    |             |             |             |
|                    |                    |                     |                | 2016-2017        |              |             |             |             |
|                    |                    |                     |                |                  | 2017-2018    |             |             |             |
|                    |                    |                     |                | 2018-2020        |              |             |             |             |
|                    |                    |                     |                |                  | 2020-        |             |             |             |

- Championnat national professionnel
- Championnat national professionnel et amateur
- Championnat national amateur
- Championnat régional amateur
- Pas de promotion/relégation

## Personnalités du club

### Entraîneurs
- 1974-1977 :  Raymond Hild
- 1979-1988 :  Raymond Kaelbel
- 1988-1991 :  Jacky Duguépéroux

### Quelques anciens joueurs
- Jacky Duguépéroux
- Gérard Hausser
- Didier Six
- Arsène Wenger
- Eric Mouloungui
- Karim Matmour
- François Remetter
- Jonathan Clauss